# 皮什科爾特鄉

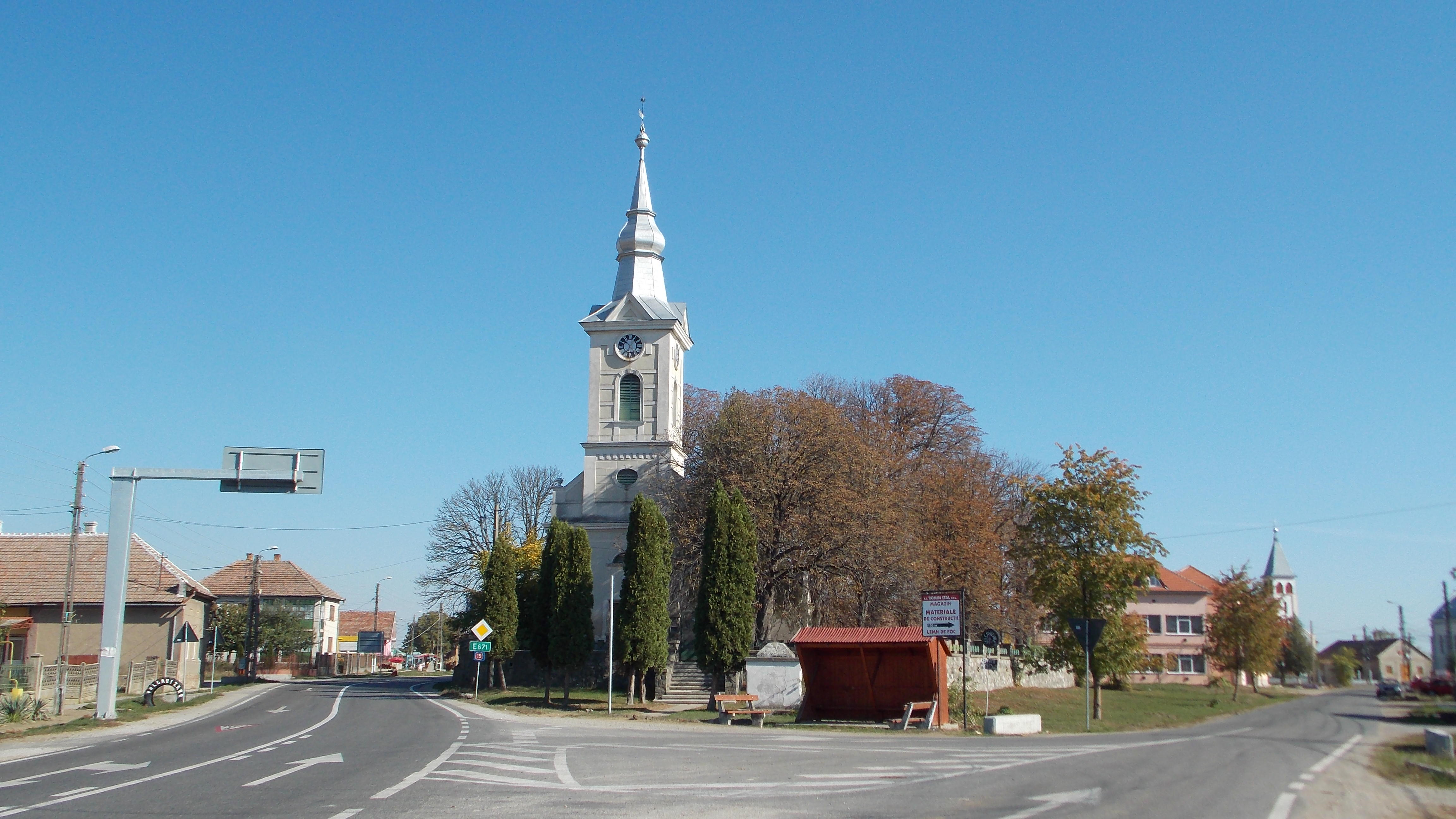

47°35′N 22°18′E / 47.583°N 22.300°E
皮什科爾特鄉（羅馬尼亞語：Comuna Pișcolt, Satu Mare），是羅馬尼亞的鄉份，位於該國西北部，由薩圖馬雷縣負責管轄，面積73平方公里，海拔高度128米，2007年人口3,184，人口密度每平方公里44人。